# Neussargues en Pinatelle
Neussargues en Pinatelle – gmina we Francji, w regionie Owernia-Rodan-Alpy, w departamencie Cantal. W 2022 roku liczba ludności na terenie obecnej gminy wynosiła 1577 mieszkańców. 
Gmina została utworzona 1 grudnia 2016 roku z połączenia pięciu obecnych gmin: Celles, Chalinargues, Chavagnac, Neussargues-Moissac oraz Sainte-Anastasie. Siedzibą gminy zostanie miejscowość Neussargues-Moissac.